# Scott Wiseman
Scott Nigel Kenneth Wiseman (Kingston upon Hull, 9 oktober 1985) is een Brits profvoetballer. In mei 2017 tekende hij een contract voor twee seizoenen bij Chesterfield FC, wat hem transfervrij overnam van Scunthorpe United. Wiseman komt tevens uit voor het nationale team van Gibraltar.

## Interlandcarrière
Wiseman speelde op 19 november 2013 mee in de eerste officiële interland van Gibraltar. Het duel tegen Slowakije eindigde in een 0–0 gelijkspel. Met Gibraltar nam hij vanaf september 2014 deel aan het kwalificatietoernooi voor het Europees kampioenschap voetbal 2016, waarin de eerste twee wedstrijden tegen Ierland en Polen allebei met 7–0 werden verloren. Ook in Wiseman's volgende interlands incasseerde hij als verdediger tegendoelpunten – dertien in drie wedstrijden.